# Annemarie Ladewig
Annemarie Ladewig (* 5. Juni 1919 in Neidenburg; † 21. oder 22. April 1945 im KZ Neuengamme) war eine deutsche Graphikerin und Widerstandskämpferin gegen den Nationalsozialismus. Nach ihrer Verhaftung am 22. März 1945 und Einlieferung in das Gestapo-Gefängnis Fuhlsbüttel wurde sie bei den Endphaseverbrechen im KZ Neuengamme in der Nacht vom 21. auf den 22. April ermordet.

## Leben
Annemarie Ladewig war die Tochter des Architekten Rudolf Ladewig und seiner Frau Hildegard, geborene Bucka, die jüdischer Herkunft, aber evangelischen Glaubens war. Sie wuchs zusammen mit ihrem Bruder Rudolf Karl (1922–1945) im schlesischen Waldenburg auf, wo ihr Vater 1919 Stadtarchitekt geworden war. Beide Kinder wurden im Alter von einem Jahr getauft und evangelisch erzogen. Annemarie Ladewig zeigte bereits in ihrer Jugend eine zeichnerische Begabung.
Nachdem ihr Vater 1925 erster Architekt der Stadt Reichenbach im Vogtland geworden war, besuchte sie dort bis zu ihrem Realschulabschluss die Schule.
1935 wurde ihr Vater Mitarbeiter von Fritz Höger, und die Familie bezog im September in der Hamburger Thielengasse ein Haus, an dessen Bau Rudolf Ladewig mitgewirkt hatte.
Trotz ihrer künstlerischen Begabung wurde Annemarie Ladewig, die nach den rassistischen Nürnberger Gesetzen als „jüdischer Mischling ersten Grades“ galt, aufgrund des Gesetzes gegen die Überfüllung deutscher Schulen und Hochschulen 1936 nicht zum Studium an der Hansische Hochschule für Bildende Künste zugelassen. Stattdessen absolvierte sie eine Ausbildung als Malerin und Graphikerin an der Kunstschule von Gerda Koppel. Ihre Lehrer waren Erich Hartmann, Eduard Bargheer und Hinrich Groth. Nach Gerda Koppels Emigration nach Dänemark setzte Annemarie Ladewig ihre Ausbildung bis zum 1. Dezember 1940 an der jetzt von Gabriele Schmilinsky geleiteten Schule in Gebrauchsgraphik und Malerei fort.
Anschließend arbeitete Annemarie Ladewig in der Werbeabteilung der Firma Reemtsma. Ihr Chef Hans Domizlaff schützte sie, indem er ihre Papiere nicht weitergab.
1941 verlobte sie sich mit dem Blankeneser Arzt Hermann Sartorius. Nachdem sie erfolglos versucht hatte, sich als Werbezeichnerin selbständig zu machen, arbeitete sie später als Reklamezeichnerin bei Montblanc Simplo. 1943 zog die Familie in ein Haus in der Blumenstraße um.
Auf Betreiben ihres Bruders und ihres Verlobten wurde ihre Mutter 1944 wegen geistiger Verwirrung in die Psychiatrie Eppendorf, die unter der Leitung von Hans Bürger-Prinz stand, eingeliefert und starb dort am 30. November 1944 unter ungeklärten Umständen. Ihr Vater Rudolf Ladewig, der der Widerstandsgruppe Kampf dem Faschismus (KdF) angehörte, zog nach ihrem Tod zu seiner Freundin Elisabeth Rosenkranz, die auch im Widerstand tätig war und später ebenso wie er selbst und seine gesamte Familie ein Opfer der Endphaseverbrechen wurde.

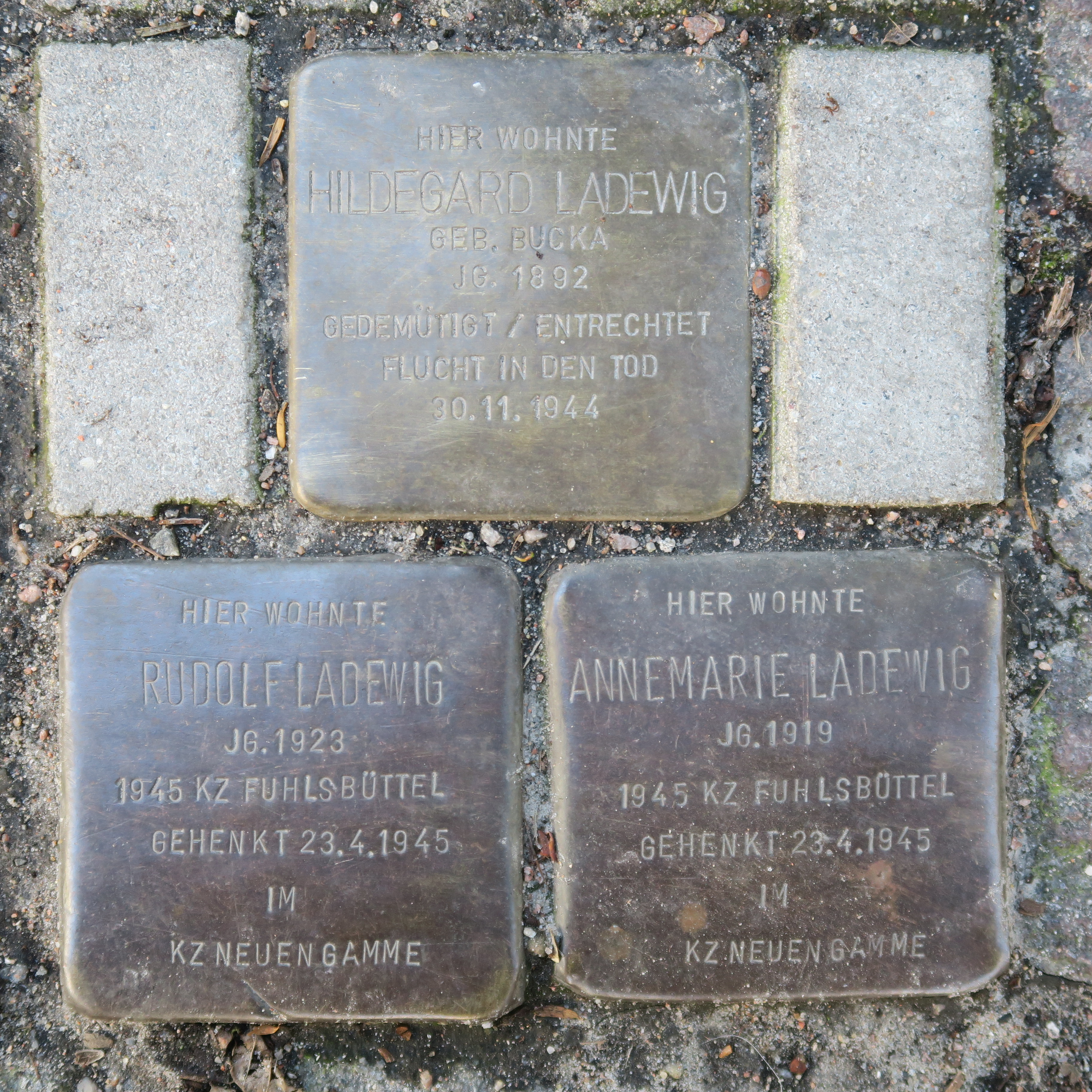
Stolpersteine für Annemarie, Hildegard und Rudolf Karl Ladewig an der Blumenstraße

Die Geschwister Annemarie und Rudolf Karl Ladewig, die weiterhin in der Blumenstraße wohnten, erhielten ein Ehepaar als Einquartierung, möglicherweise zur Überwachung. Ab Januar 1945 mussten sie Zwangsarbeit in der Howaldtswerft leisten.
1945 wurden die Geschwister wegen „Abhörens von Feindsendern“ denunziert. Nachdem bereits ihr Vater und dessen Freundin auf Betreiben des Spitzels Alfons Pannek am 22. März 1945 verhaftet worden waren, durchsuchte die Gestapo am selben Tag die Wohnung der Geschwister. Obwohl man ihnen keine oppositionelle Betätigung nachweisen konnte, wurde Annemarie Ladewig mitsamt ihrem Bruder am gleichen Tag in „Schutzhaft“ genommen und in das Gestapo-Gefängnis Fuhlsbüttel eingeliefert. Ihre Namen, ebenso wie die ihres Vaters und dessen Lebensgefährtin standen auf einer Liquidationsliste, in der 71 Mitglieder des Hamburger Widerstands genannt wurden.
Als sich die alliierten Streitkräfte Hamburg näherten, wurden die in Fuhlsbüttel inhaftierten 13 Frauen am 20. April 1945 zusammen mit den auf der Liquidationsliste genannten Männern, darunter ihr Vater und ihr Bruder, nach einem zuvor ausgearbeiteten „Räumungsplan“ ins KZ Neuengamme gebracht. Anfangs hatten die Frauen gehofft, dass sie entlassen würden, weil es keine Anklage und keinen Prozess gegeben hatte. Annemarie Ladewig schrieb noch am selben Tag einen ausführlichen Brief an ihren Verlobten, in dem sie berichtete, dass ihr Vater von einem Spitzel verraten worden sei. „… Wenn ich nur wüsste, wohin es morgen geht. … Ich sage Dir ‚Auf Wiedersehen‘ und küsse Dich lieb und innig – immer Deine Annemarie. Es geht mir gut!!“
Auf Befehl des Höheren SS- und Polizeiführers Bassewitz-Behr wurden die Frauen in der Nacht vom 21. auf den 22. April nacheinander im Arrestbunker an einem Balken, der als Galgen diente, erhängt. Als ihr Verlobter nach ihrem Tod ihre persönliche Habe abholte, hörte er von SS-Mitgliedern, sie sei eine „Landesverräterin“ gewesen.
Wie weit Annemarie Ladewig in der Hamburger Widerstandsgruppe Kampf dem Faschismus (KdF) aktiv mitgewirkt hat, konnte nicht abschließend geklärt werden. Bekannt ist nur, dass sie in Bezug auf aktuelle politische Ereignisse ebenso wie ihr Bruder sehr verschwiegen war, aber häufig einen Buchladen in der Dammtorpassage aufgesucht hatte. Dabei könnte es sich um die Fundgrube für Bücherfreunde am Dammtor gehandelt haben, die von Bertold Neidhard, einem Mitglied der Widerstandsgruppe KdF geleitet wurde.
1987 schrieb Herbert Diercks im Gedenkbuch Kola-Fu: „Die Gestapo konnte beiden Kindern Rudolf Ladewigs nichts nachweisen. Dennoch verfolgte sie diese mit geradezu tödlichem Haß.“

## Werk
Ladewigs künstlerischer Nachlass besteht neben einigen Ölgemälden hauptsächlich aus Aquarellen und Zeichnungen, in denen sie häufig Impressionen aus Hamburg und der Umgebung festhielt. Nach Maike Bruhns sind ihre Werke von „kühne(r) Farbigkeit und formale(r) Reduktion“ und zeigen Einflüsse des Sezessionsstils, von Gretchen Wohlwill sowie der Malerei ihrer Lehrer Eduard Bargheer und Erich Hartmann. Als Ausdruck ihrer inneren Ängste gelten nach Maike Bruhns eine Tuschzeichnung aus dem Jahr 1944/45 und ein Aquarell, auf dem sie sich selbst und eine Freundin vor einer Litfaßsäule darstellt, während sie im Hintergrund von einem Ehepaar „bespitzelt“ werden.
Annemarie Ladewigs schriftlicher Nachlass wird im Dokumentenhaus der KZ-Gedenkstätte Neuengamme aufbewahrt.

## Postume Ehrungen

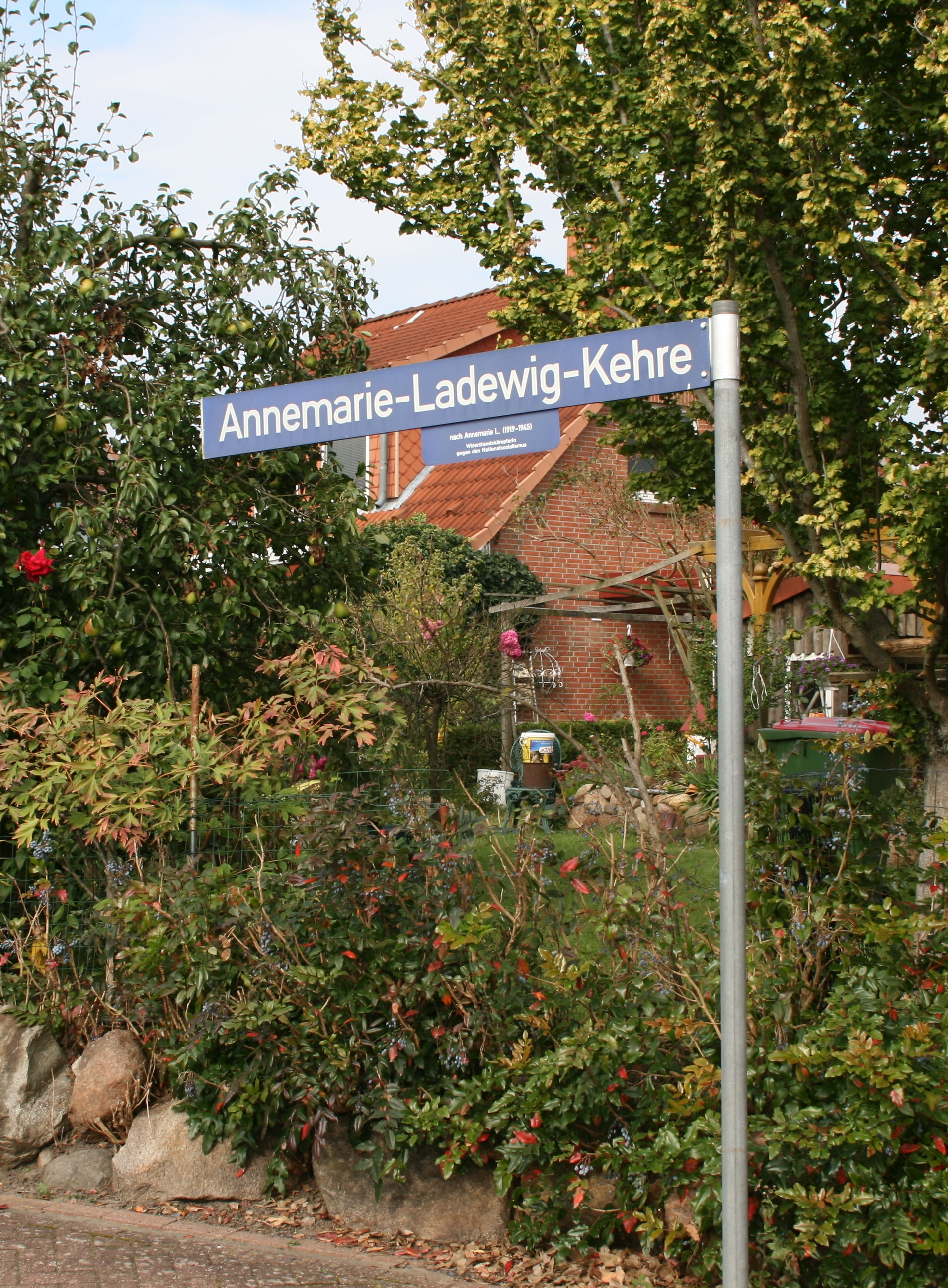
Nach Annemarie Ladewig benannte Straße in Neuallermöhe

- 1987 wurde die Annemarie-Ladewig-Kehre im Bergedorfer Stadtteil Neuallermöhe nach der Künstlerin benannt, mit dem Zusatz: „nach Annemarie L. (1919–1945) Widerstandskämpferin gegen den Nationalsozialismus“
- Im selben Jahr fand eine Einzelausstellung ihrer Werke im Hamburger Institut für Sozialforschung statt.
- Vor ihrer letzten Wohnung in Hamburg-Winterhude in der Blumenstraße 32 wurden sowohl für sie als auch für ihren im KZ Neuengamme ermordeten Bruder Stolpersteine verlegt.
- 2007 fand im Gemeindehaus der Blankeneser Kirche am Markt eine weitere Ausstellung ihrer Werke durch den Verein zur Erforschung zur Geschichte der Juden in Blankenese statt.[17]